# Charles Chamberland
Charles Édouard Chamberland (12 de marzo de 1851, Chilly-le-Vignoble, Departamento de Jura-2 de mayo de 1908, París) fue un bacteriólogo francés.

## Vida y obra
Charles Chamberland, era hijo del maestro Auguste Chamberland y de su esposa Appoline Philibert. Realizó  el bachillerato en el Liceo de Lons-le-Saunier y más tarde en el Colegio Rollin de París. En 1871 fue admitido para ingresar en la École polytechnique y en la École Normale Supérieure de París. Chamberland optó por estudiar en la École Normale Supérieure. Después de la finalización de su formación, trabajó en 1874 como profesor en un liceo en Nimes.
Al año siguiente volvió a la École Normale Supérieure, en la que permaneció hasta 1888. Aquí trabajó de asistente en el laboratorio de Louis Pasteur, siendo uno de sus más cercanos colaboradores en la investigación sobre el ántrax y la rabia y participó en la controversia con Henry Charlton Bastian sobre la Teoría de la generación espontánea de Microorganismos. En 1879, defendió Chamberland su tesis doctoral con el tema Investigación sobre la Formación y Evolución de Organismos microscópicos. Desarrolló un autoclave, y en 1884, inventó el filtro que lleva su nombre, realizado en porcelana y con poros más pequeños que las bacterias.
El 7 de julio de 1881 recibió la Legión de Honor. Desde octubre de 1885 hasta septiembre de1889, fue diputado de la Izquierda Radical (Gauche Radicale) por el Departamento de Jura, en la Asamblea nacional francesa.
Después de la creación del Instituto Pasteur, que dirigió desde 1888, se ocupó de difundir los riesgos que conllevan microorganismos para promover la higiene humana. Una de sus principales tareas fue la preparación para el uso de Vacunas a gran escala. En 1904 fue director adjunto del Instituto y miembro de la Academia nacional de Medicina.